# Helga Goetze
Helga Sophia Goetze, connue aussi sous le nom d'artiste Helga Sophia (née le 12 mars 1922 à Magdebourg et décédée le 29 janvier 2008 à Winsen) est une peintre, artiste textile poétesse, écrivaine, activiste et militante allemande de la révolution sexuelle. Helga Goetze a écrit plus de 3000 poèmes et brodé d'images à caractère sexuel des centaines de toiles et vêtements très colorés.

## Biographie
Helga Troch est née le 12 mars 1922 à Magdebourg. Elle y vit et fait sa scolarité jusqu'en 1939, lorsqu'elle est envoyée chez des parents à Hambourg-Wilhelmsburg pour y effectuer le «Service du travail obligatoire du Reich».
En 1942, elle épouse le banquier Curt Goetze, avec qui elle aura sept enfants.
Après la guerre, Helga Goetze mène une vie bourgeoise à Hambourg-Neugraben pendant vingt ans comme femme au foyer et mère. Elle est alors membre des Unitariens allemands, une communauté religieuse non confessionnelle, et de l'association des objecteurs de conscience.

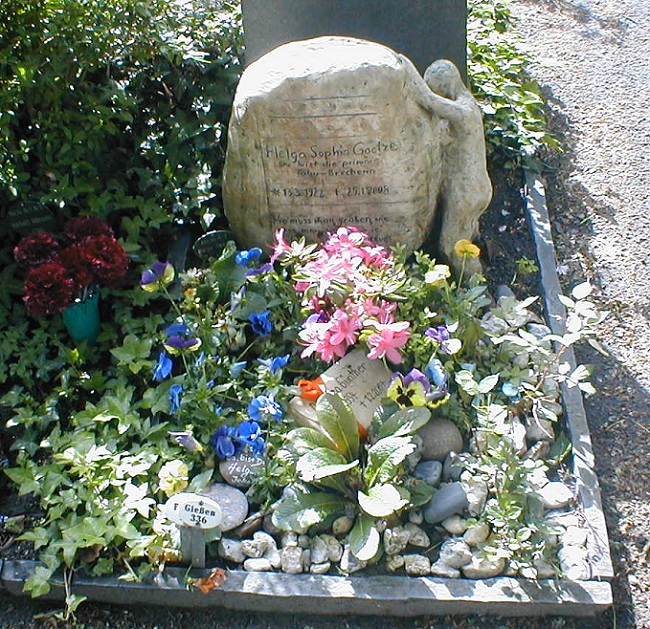

Après un AVC fin août 2007, elle entre dans une maison de repos et y décède le 29 janvier 2008 à Winsen.
En 2020, le Stadmuseum de Berlin, et les enfants de Helga Goetze, en particulier son fils Ulrike Goetze créent la Fondation Helga Goetze. Elle comprend environ 280 images de broderies, 300 graphiques, quelques dessins préliminaires, avec des messages féministes et des déclarations culturelles et historiques. Les œuvres vont du début des années 1970 aux années 1990.
Près de douze ans après sa mort, sa revendication de la nudité et de la sexualité libre en tant que femme peu attrayante et âgée, ont été largement adoptés par les féministes.

## Militante pour la libération sexuelle
Lors d'un voyage en Sicile, Helga Goetze tombe amoureuse et, dit-elle, connaît son premier orgasme.
Après cette illumination, elle quitte son mari pour mener une nouvelle vie. Elle rencontre des hommes par l'intermédiaire de petites annonces et commence à raconter ses expériences à travers la peinture, l'écriture de poésie et l'écriture de journaux intimes. Ce n'est que plus tard qu'elle commencera à broder. Dans sa maison de Hambourg-Neugraben, elle accueille des mères célibataires et des toxicomanes. En 1972, elle fonde un institut pour l'information sexuelle à son domicile.
Entre 1978 et 1983, elle est en contact avec le réseau communautaire d'Otto Muehl, l'AAO (Abkürzung für Aktionsanalytische Organisation), mais n'accepte pas son offre de rejoindre sa commune. Au lieu de ça, elle fonde sa propre communauté de libre sexualité à Hambourg.
En 1977, elle récite ses poèmes pour la première fois sur la Spitaler Straße, parce que sa participation au Festival Literatrubel a été refusée.
Elle fonde également la Geni(t)ale Universität à Berlin, une galerie et musée ouvert. Ses conversations avec Rosa von Praunheim l'incitent à participer au film Rote Liebe (Amour rouge) en 1982. Elle participe à des émissions de télévision où elle fait souvent scandale : dans Neue Nackte, neue Einsichten (Nouveaux nus, nouvelles perspectives), elle se déshabille devant les caméras et elle provoque le public dans plusieurs émissions à l'occasion de discussions autour de la sexualité,.
Pendant plus de vingt ans, à partir de 1983, elle se livre à des performances provocatrices au cœur de Berlin, se postant chaque jour sur les marches de la Gedächtniskirche, l'Eglise du souvenir, ou près de l'université technique de Berlin avec un panneau proclamant Ficken ist Frieden (Baiser, c'est la paix), vêtue de façon voyante d'une cape et d'un chapeau qu'elle a brodés elle-même.
En 2000, elle fonde l'association Metropole Mutterstadt e.V. avec un groupe d'amis.
Pour Helga Goetze, «Ficken ist Frieden» (la baise, c'est la paix) est le leitmotiv qui revient dans ses poèmes et broderies érotiques et son activisme. Le sexe est considéré comme voie d'accès aux parties obscures et cachées de notre être et de notre existence. Au lieu de parler d'amour ou de faire l'amour, Goetze parle de baise, une provocation délibérée chez cette femme dans la septantaine.
Elle est soutenue entre autres par Volker Elis Pilgrim et Peggy Parnass. Le journal Bild la traite  Supersau (super truie ) d'Allemagne.
Helga Goetze promeut une féminité qui admet toutes les diversités, y compris sexuelles.

## Travail artistique

### Poèmes
Helga Goetze a écrit plus de 3000 poèmes.
Elle publie son premier recueil Hausfrau der Nation oder Deutschlands Supersau en 1972.
Ses poèmes et ses textes oscillent entre la recherche de la vérité, une vision spirituelle et une critique du patriarcat: « avec le mépris de la femme commence la fin du monde». Pour Helga Goetze, l'écriture est fondamentale. « Venir au monde signifie entrer dans le langage. ».

### Broderies
Les broderies d’Helga Goetze sont vivement colorées, d'une grande inventivité et montrent un grand sens de la composition. Elles représentent des scènes bibliques détournées, des images à caractère sexuel,accompagnées de textes revendicateurs sous forme d’aphorismes protestataires. On y voit de nombreuses figures féminines nues, dansantes ou allongées dans des poses lascives ou provocantes, placées dans des paysages fleuris et idylliques,.
Son imagerie ne relève pas de l'érotisme traditionnel. Ses corps féminins se nichent dans des décors bucoliques, terrains de jeu pour la sexualité. Ses compositions naïves sont proches de l'art brut ainsi que de tableaux pédagogiques qu'on peut trouver dans les écoles.
Helga Goetze utilise un medium traditionnel, fortement genré pour revendiquer la libération sexuelle des femmes, dénoncer les tabous qui entourent la sexualité et  célébrer le plaisir charnel.
En novembre 2007, une partie de son travail de broderie intègre la Collection de l'art brut à Lausanne et y sera exposée en permanence.

## Filmographie
Hega Goetze joue son propre personnage dans trois films de Rosa von Praunheim, le cofondateur du mouvement de défense des homosexuels en Allemagne.
- 1982 : Stadt der verlorenen Seelen (Ville des âmes perdues), un film sur le revers de la vie grouillante de Berlin, centré sur des personnages excentriques de presque toutes les orientations sexuelles imaginables[11].
- 1982 : Rote Liebe (Amour rouge[12]).
- 1990 : Die Weissheit (La Sagesse[13]).

En 2003, Monika A. Wojtyllo réalise Sticken und Ficken (Broder et baiser), un film documentaire sur la vie de Helga Goetze. Il sera présenté à plusieurs festivals.

## Publications
- Gedichte, Eigenverlag, 1983
- Hausfrau der Nation oder Deutschlands Supersau? Zeugnisse eines Ausbruchs, avec des  commentaires de Volker Elis Pilgrim, Rohr, Munich 1973.
- Helga Sophia Goetze, Zeugnisse eines Aufbruchs : Gedichte aus den Jahren 1970 bis 1973, Francfort, Norderstedt : Books on Demand GmbH , 2005, (ISBN 9783833426117) Lire en ligne
- Kunstwerke der Liebe, Berlin, Hartmut Goetze, 2014, (ISBN 9783844280098)
- Rote Liebe. Ein Gespräch mit Rosa von Praunheim, Prometh-Verlag, Cologne, 1982,  (ISBN 3-922009-47-6) Lire en ligne

## Expositions (sélection)
Certaines des œuvres de Helga Goetze font partie de la Collection de L’Art Brut à Lausanne.
2009 : Arte, Genio e Follia im Complesso Museale Santa Maria della Scala, Sienne.
2010
- Noi, quelli della parola che sempre cammina, Museoteatro della Commenda di Prè, Gènes[4].
- Insita, Neuvième triennale de Bratislava[16].

2012 : Du bist die primäre Tabubrecherin!“ – Werke und Leben von Helga Goetze,  Galerie Wonderloch Kellerland, Berlin (Exposition sur la vie et l’œuvre d'Helga Goetze avant le transfert d'une partie de ses broderies vers la Collection de l'Art brut à Lausanne. L'exposition comprend des photos en noir et blanc du photographe berlinois Stefan Maria Rother de 1988 et le film Sticken und Ficken de Monika Anna Wojtyllo de 2003 ).
2018 : Résistance : de 1968 à 2018, des lignes de vie, (exposition collective), Centrale for Contemporary Art, Bruxelles